# Линия Оэдо (Toei)
Линия Оэдо (яп. 都営地下鉄大江戸線 тоэй тикатэцу о:эдо сэн) — линия Токийского метрополитена, принадлежащая Tokyo Metropolitan Bureau of Transportation (Toei).  27 апреля 2013 была завершена установка автоматических платформенных ворот на всех станциях линии.
На картах и вывесках линия отмечена пурпурным цветом. Станции помечены значком  и двухзначным номером.

## Обзор
Линия Оэдо является первой линией, для движения составов по которой применяется линейный двигатель. Это позволяет использовать вагоны и тоннели меньшего размера, что теоретически снижает стоимость строительства. Но по факту, это не помогло сэкономить, так как линию пришлось прокладывать очень глубоко под землёй (в некоторых местах глубина достигает 48 метров) через центральную часть Токио, включая три подземных пересечения реки Сумида. Первоначально планировалось проложить линию за 6 лет при бюджете в 682,6 миллиардов йен, на деле же строительство заняло почти 10 лет, а конечная сумма, затраченная на сооружение линии, составила по разным оценкам от 988,6 миллиардов до более 1400 миллиардов йен. Это делает линию самой дорогой из когда-либо проложенных линий метрополитена.
Первоначально планировалось, что линия будет перевозить до миллиона человек в день, перед открытием прогноз понизили до 820 000 человек в день. К концу 2006 года линия по факту перевозила в среднем 720 000 человек в день. A Но постепенно в связи развитием коммерческой застройки (например, в районе станций Роппонги и Сиодомэ), пассажиропоток на линии растёт (примерно на 5 процентов в год). По данным Tokyo Metropolitan Bureau of Transportation, на июнь 2009 года линия была четвёртой по загруженности в Токио, с пиковой загрузкой, на 78 % превышающей нормальную вместимость вагонов на участке между станциями Ниси-Сугамо и Сугамо.
Линия Оэдо огибает центральный Токио, после чего составы направляются в сторону района Нэрима по ответвлению, что делает линию похожей на цифру "6", лежащую на боку. Линия не является полноценной кольцевой линией: составы, движущиеся со станции Хикаригаока, проезжают всю линию, доезжая до конечной станции Тотёмаэ, а потом движутся обратно по тому же самому пути.

## История
Проект линии впервые появился в 1968 году, как проект неполной кольцевой линии от Синдзюку до Адзабу. План был пересмотрен в 1972 году в пользу того, чтобы замкнуть кольцо на Синдзюку, и продолжить линию далее до Хикаригаоки. Строительство линии было возложено на Токийское правительство. Линия получила название Линия 12 (яп. 都営地下鉄12号線 тоэй тикатэцу дзю:ниго сэн).
Первый участок от станции Хикаригаока до станции Нэрима был открыт 10-го декабря 1991 года. До Синдзюку линия была продлена 19 декабря 1997 года, и к 20 апреля 2000 года была достроена до станции Кокурицу-Кёгидзё.
В это же время  губернатор Токио Синтаро Исихара присвоил линии её нынешнее название в честь старого названия Токио — Оэдо (что дословно означает «Большой Эдо». Для выбора названия новой линии был проведён опрос среди жителей Токио, но Исихара отклонил выбранное ими название — Токийская кольцевая линия (яп. 東京環状線 то:кё: кандзё: сэн) на основании того, что линия не является полностью кольцевой, а также такое название может вызвать путаницу с линий Яманотэ и кольцевой линией в Осаке.
Полностью линия начала функционировать 12 декабря 2000 года. Дополнительная станция Сиодомэ была открыта 2-го ноября 2002 года, для того чтобы обеспечить возможность пересадки на линию Юрикамомэ.

## Станции
Все станции расположены в Токио.
| Номер станции | Станция               | Японское название | Расстояние (км) | Расстояние (км) | Пересадки | Расположение |
| Номер станции | Станция               | Японское название | Между станциями | Всего           | Пересадки | Расположение |
| ------------- | --------------------- | ----------------- | --------------- | --------------- | --- | ------------ |
| E-28          | Тотёмаэ               | 都庁前            | -               | 0.0             | Линия Оэдо (до станций Хикаригаока и Роппонги) | Синдзюку     |
| E-01          | Синдзюку-Нисигути     | 新宿西口          | 0.8             | 0.8             | Линия Маруноути (M-08) Линия Тюо (Скорая), Линия Тюо-Собу, Линия Яманотэ, Линия Сайкё, Линия Сёнан-Синдзюку Линия Одавара Линия Кэйо, Новая Линия Кэйо Линия Синдзюку (Сэйбу) | Синдзюку     |
| E-02          | Хигаси-Синдзюку       | 東新宿            | 1.4             | 2.2             | Линия Фукутосин (F-12) | Синдзюку     |
| E-03          | Вакамацу-Кавада       | 若松河田          | 1.0             | 3.2             | | Синдзюку     |
| E-04          | Усигомэ-Янагитё       | 牛込柳町          | 0.6             | 3.8             | | Синдзюку     |
| E-05          | Усигомэ-Кагурадзака   | 牛込神楽坂        | 1.0             | 4.8             | | Синдзюку     |
| E-06          | Иидабаси              | 飯田橋            | 1.0             | 5.8             | Линия Тодзай (T-06), Линия Юракутё (Y-13), Линия Намбоку (N-10) Линия Тюо-Собу                                                                                                | Бункё        |
| E-07          | Касуга                | 春日              | 1.0             | 6.8             | Линия Мита (I-12) Линия Маруноути (Коракуэн: M-22), Линия Намбоку (Коракуэн: N-11)                                                                                            | Бункё        |
| E-08          | Хонго-Сантёмэ         | 本郷三丁目        | 0.8             | 7.6             | Линия Маруноути (M-21) | Бункё        |
| E-09          | Уэно-Окатимати        | 上野御徒町        | 1.1             | 8.7             | Линия Гиндза (Уэно-Хирокодзи: G-15), Линия Хибия (Нака-Окатимати: H-16) Линия Яманотэ, Линия Кэйхин-Тохоку (Окатимати)                                                        | Тайто        |
| E-10          | Син-Окатимати         | 新御徒町          | 0.8             | 9.5             | Цукуба Экспресс (02) | Тайто        |
| E-11          | Курамаэ               | 蔵前              | 1.0             | 10.5            | Линия Асакуса (A-17) | Тайто        |
| E-12          | Рёгоку                | 両国              | 1.2             | 11.7            | Линия Тюо-Собу | Сумида       |
| E-13          | Морисита              | 森下              | 1.0             | 12.7            | Линия Синдзюку (S-11) | Кото         |
| E-14          | Киёсуми-Сиракава      | 清澄白河          | 0.6             | 13.3            | Линия Хандзомон (Z-11) | Кото         |
| E-15          | Мондзэн-Накатё        | 門前仲町          | 1.2             | 14.5            | Линия Тодзай (T-12) | Кото         |
| E-16          | Цукисима              | 月島              | 1.4             | 15.9            | Линия Юракутё (Y-21) | Тюо          |
| E-17          | Катидоки              | 勝どき            | 0.8             | 16.7            | | Тюо          |
| E-18          | Цукидзисидзё          | 築地市場          | 1.5             | 18.2            | | Тюо          |
| E-19          | Сиодомэ               | 汐留              | 0.9             | 19.1            | Линия Юрикамомэ (U-02) | Минато       |
| E-20          | Даймон                | 大門              | 0.9             | 20.0            | Линия Асакуса (A-09) Линия Яманотэ, Линия Кэйхин-Тохоку (Хамамацутё) Tokyo Monorail                                                                                           | Минато       |
| E-21          | Акабанэбаси           | 赤羽橋            | 1.3             | 21.3            | | Минато       |
| E-22          | Адзабу-Дзюбан         | 麻布十番          | 0.8             | 22.1            | Линия Намбоку (N-04) | Минато       |
| E-23          | Роппонги              | 六本木            | 1.1             | 23.2            | Линия Хибия (H-04) | Минато       |
| E-24          | Аояма-Иттёмэ          | 青山一丁目        | 1.3             | 24.5            | Линия Гиндза (G-04), Линия Хандзомон (Z-03) | Минато       |
| E-25          | Кокурицу-Кёгидзё      | 国立競技場        | 1.2             | 25.7            | Линия Тюо-Собу (Сэндагая) | Синдзюку     |
| E-26          | Ёёги                  | 代々木            | 1.5             | 27.2            | Лииня Тюо-Собу, Линия Яманотэ | Сибуя        |
| E-27          | Синдзюку              | 新宿              | 0.6             | 27.8            | Линия Синдзюку (S-01) Линия Тюо (Скорая), Линия Тюо-Собу, Линия Яманотэ, Линия Сайкё, Линия Сёнан-Синдзюку Линия Одавара Линия Кэйо, Новая Линия Кэйо                         | Сибуя        |
| E-28          | Тотёмаэ               | 都庁前            | 0.8             | 28.6            | Линия Оэдо (до Иидабаси) | Синдзюку     |
| E-29          | Ниси-Синдзюку-Готёмэ  | 西新宿五丁目      | 0.8             | 29.4            | | Синдзюку     |
| E-30          | Накано-Сакауэ         | 中野坂上          | 1.2             | 30.6            | Линия Маруноути (M-06) | Накано       |
| E-31          | Хигаси-Накано         | 東中野            | 1.0             | 31.6            | Линия Тюо-Собу | Накано       |
| E-32          | Накаи                 | 中井              | 0.8             | 32.4            | Линия Синдзюку (Сэйбу) | Синдзюку     |
| E-33          | Отиай-Минами-Нагасаки | 落合南長崎        | 1.3             | 33.7            | | Синдзюку     |
| E-34          | Син-Эгота             | 新江古田          | 1.6             | 35.3            | | Накано       |
| E-35          | Нэрима                | 練馬              | 1.6             | 36.9            | Линия Икэбукуро, Линия Икэбукуро (Сэйбу), Линия Тосима | Нэрима       |
| E-36          | Тосимаэн              | 豊島園            | 0.9             | 37.8            | Линия Тосима | Нэрима       |
| E-37          | Нэрима-Касугатё       | 練馬春日町        | 1.5             | 39.3            | | Нэрима       |
| E-38          | Хикаригаока           | 光が丘            | 1.4             | 40.7            | | Нэрима       |

## Подвижной состав

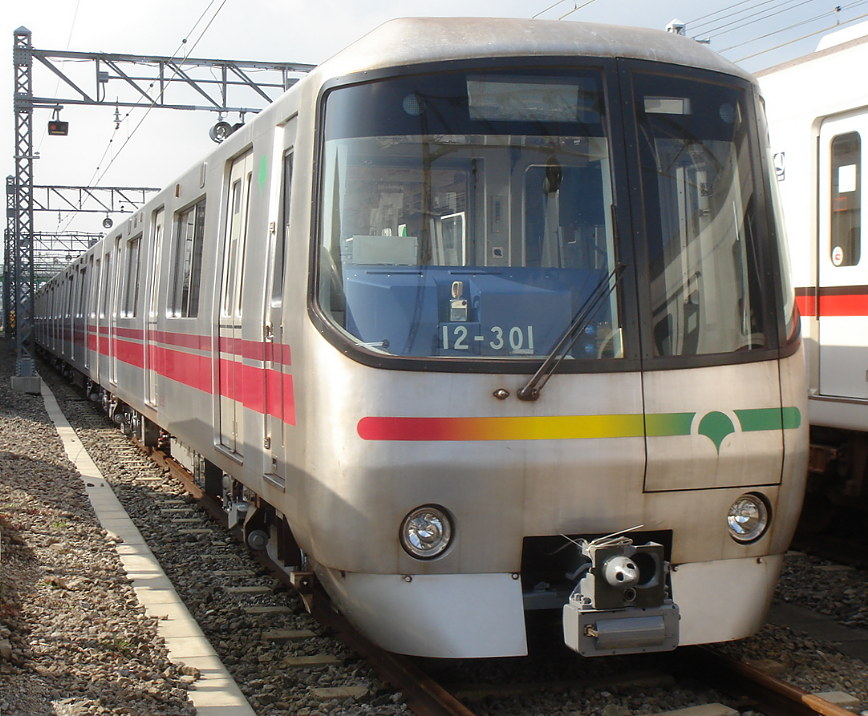
Состав серии 12-000

- Toei 12-000 series 8-ми вагонные составы

Составы линии Оэдо базируются в депо Киба, расположенном под парком Киба к юго-востоку от станции Киёсуми-Сиракава. До полного завершения строительства петли линии в 2000 году, составы базировались в депо около станции Хикаригаока.
Основные ремонтные работы проводятся в депо Магомэ расположенном к югу от станции Ниси-Магомэ линии Асакуса. Составы линии Оэдо используют специальный соединительный тоннель около станции Сиодомэ для того чтобы попасть в данное депо, поскольку они с линейным двигателем, то их затаскивают специально заказанными электровозами.

### Комментарии
1. ↑  Открытие всей линии состоялось 12 декабря 2000